# Begusarai (Distrikt)
Der Distrikt Begusarai (Hindi बेगूसराय जिला, Urdu بیگو سرائے ضلع) ist ein Distrikt im indischen Bundesstaat Bihar. Sitz der Verwaltung ist die Stadt Begusarai.

## Geographie und Klima

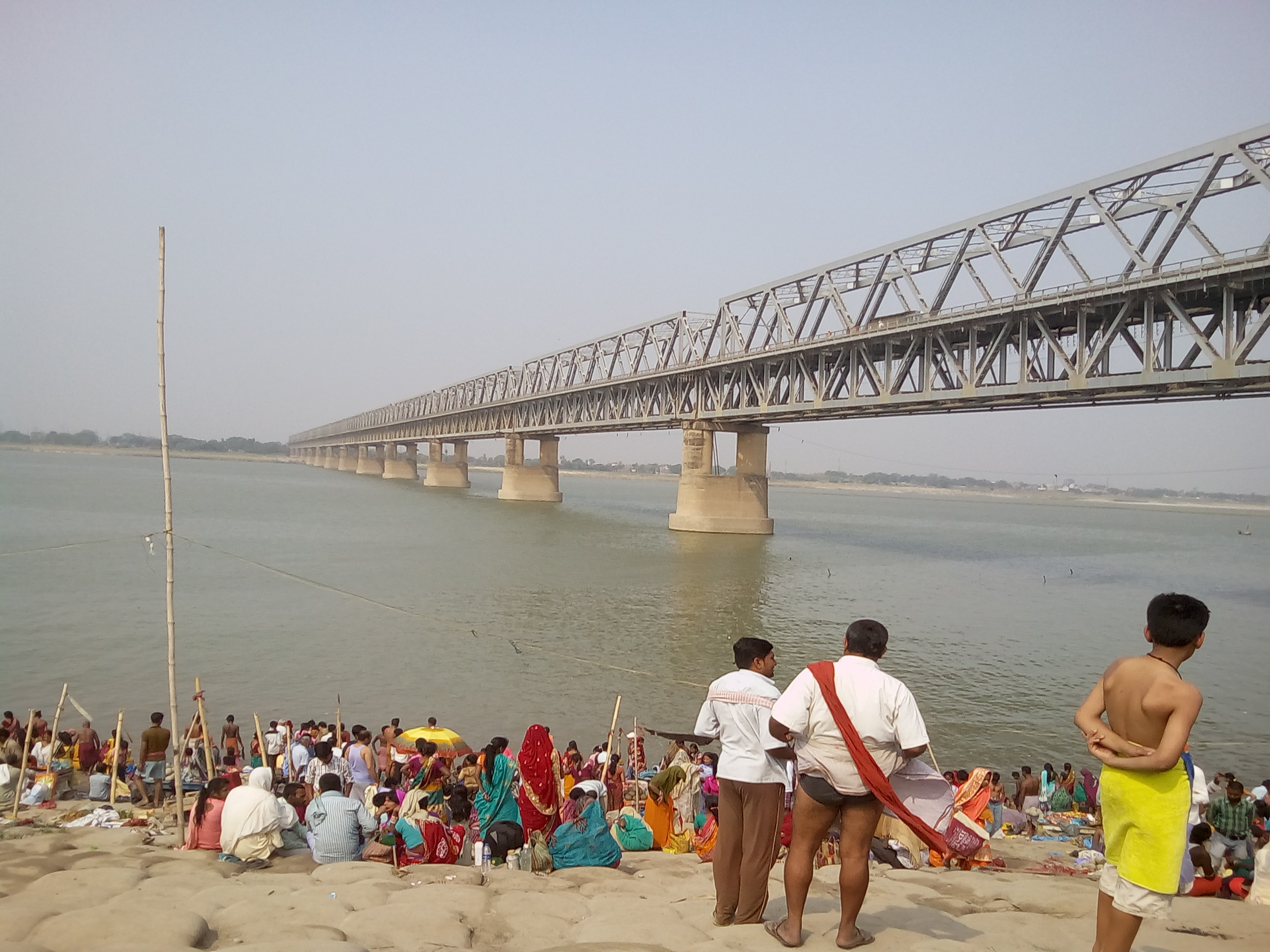
Rajendra-Brücke über den Ganges bei Simariya

Die südliche Distriktgrenze wird vom Ganges gebildet und der Distrikt gehört zur Schwemmebene des Ganges. Das Klima ist vom Monsun geprägt. Während der Zeit des Südwestmonsuns von der ersten bis zweiten Juniwoche bis zur zweiten bis dritten Oktoberwoche fallen etwa 90 % des Jahresniederschlags von ungefähr 1069 mm. In der übrigen Jahreszeit herrscht relative Trockenheit.

## Geschichte
Vor dem Jahr 1972 teilte der Distrikt Begusarai die Geschichte des Distrikts Munger. Am 2. Oktober 1972 wurde der Distrikt Begusarai aus Teilen des Distrikts Munger gebildet.

## Bevölkerung
Die Einwohnerzahl lag beim Zensus 2011 bei 2.970.541. Die Bevölkerungswachstumsrate im Zeitraum von 2001 bis 2011 betrug 26,44 % und war damit sehr hoch. Begusarai hatte ein Geschlechterverhältnis von 911 Frauen pro 1000 Männer und damit den in Indien häufigen Männerüberschuss. Der Distrikt hatte eine Alphabetisierungsrate von 63,87 %, eine Steigerung um knapp 16 Prozentpunkte gegenüber dem Jahr 2001. Die Alphabetisierung lag damit unter dem nationalen Durchschnitt. 86 % der Bevölkerung waren Hindus und 14 % waren Muslime.
19,2 % der Bevölkerung lebten in Städten. Die größte Stadt war Begusarai mit 252.008 Einwohnern.

## Wirtschaft
Mit einem Pro-Kopf-Bruttoinlandsprodukt (BIP) von 17.587 ₹ lag Begusarai 2010–11 auf dem dritten Platz der 38 Distrikte Bihars (nach den Distrikten Patna und Munger). Das mittlere Pro-Kopf-BIP in Bihar lag nach dieser Erhebung bei 14.574 ₹.
Hauptwirtschaftszweig ist die Landwirtschaft. Angebaut werden an Kharif-Feldfrüchten vorwiegend Reis, Urdbohnen (Urad), Straucherbsen (Arahar), Linsen (Masur), und an Rabi-Feldfrüchten Weizen, Mais (Macca), Kichererbsen (Gram), Erbsen (Matar), Saat-Lein (Tisi), Acker-Senf und Sonnenblumen. An Marktfrüchten werden Ölsaaten, Tabak, Jute, Kartoffeln, Tomaten und Paprika, sowie neuerdings Guaven, Mangos, Bananen und Litschi kultiviert.